# Ovčín (České středohoří)
Ovčín (německy Woftschin) je čedičový vrch v Českém středohoří, který se nachází asi tři kilometry jihozápadně od Lovosic. Kopec spolu s Borečským vrchem (vrch Boreč) a Sutomským vrchem uzavírá Borečskou kotlinu v centrální části Českého středohoří. Pod vrchem při jeho východním úpatí na pláni mezi obcí Vchynice a Lovosicemi byla 1. října 1756 svedena bitva mezi rakouským a pruským vojskem, což byl první válečný střet sedmileté války.[zdroj?] Z úpatního lomu pochází nález měděných hřiven z doby únětické kultury.
Vrch má tvar kuželu tvořeného olivinickým bazaltem, který prorazil subvulkanickou brekcii. Vrcholový hřbítek je protažený ve směru východ–západ. Úpatí pokrývají nezalesněné balvanové haldy a proudy.
Podél východního úbočí vede zeleně značená turistická trasa z Radostic na Košťál se zříceninou Košťálova.